# ذا تاون أوف لايت
ذا تاون أوف لايت (The Town of Light ؛ أي بلدة النور) هي لعبة مغامرات رُعب نفسي طورتها شركة LKA. تم إصدار اللعبة للكمبيوتر الشخصي بتاريخ 26 فبراير 2016  و على بلاي ستشن 4 والاكس بوكس 360 بتاريخ 6 يونيو 2017. بالإضافة لإصدار ننتندو سويتش بتاريخ 7 فبراير 2020، لكن أُلغي بتاريخ في أبريل 2019. 

## القصة
يتم تعيين اللعبة في مستشفى في توسكانا بإيطاليا وبالتحيد في مستشفى فولتيرا للأمراض النفسية.  شخصية اللاعب هي فتاة تدعى رينيه ، التي كانت مريضة في المستشفى في الأربعينيات. تبدأ اللعبة عندما تدخل رينيه المستشفى في وضعه المتدهور لتعيش ذكريات إقامتها هناك.  مع تقدم في اللعبة ، أصبح من المعروف لرينيه ما حصل معها أصبح مسلما به، بسبب الاختلاط والاكتئاب والعلاقة المتقلبة مع والدتها. وجدت ريني الراحة عندما عثرت على دميتها شارلوت. 
تسير رينيه في ممرات اللجوء المهجوره ، مما سعى إلى استحضار ذكريات الماضي في كل من إقامتها والظروف السابقة للمستشفى. يشار ضمنيًا إلى أن رينيه كانت ضحية اعتداء جنسي  داخل مأوى اللجوء حيث أرتكب الجريمة أحد الممرضين أو الأطباء ، ويعود السبب عندما أُكتشفت رينيه مع أحد المريضات صديقتها (أمارا) تربطهما علاقة رومانسية. حينها تم فصلهما. 
عثرت رينيه على ملفاتها الطبية القديمة ، مما يعني أن أمارا لم تكن موجودة. بعد تحقيق شامل في قسم ممتلكات المريض ، وجدت رينيه ممتلكات أمارا، مما يثبت وجودها وأن الفريق الطبي زور بعض جوانب مرضها العقلي. 
تقول مذكرة عثرت عليها رينيه أن أمارا توفي في عام 1942. تم العثور على ملاحظات طبية أثناء البحث في المنشأة تدل على أن رينيه كانت عدوانية وكثيرًا ما أمضت وقتًا مربوطًا بسريرها. تتلقى رينيه العلاج بالصدمات الكهربائية والحقن المهدئة المتعددة لتخفيف الأعراض السلوكية. 
تكتشف رينيه أن المراسلات من والدتها لا تصل إليها ، ويتم اكتشاف ذلك أيضًا في قسم خصائص المريض. 
بعد عدة سنوات من الرقابة على الاتصالات من قبل موظفي المستشفى ، اكتشفت رينيه أن والدتها توفت وحاولت الانتحار في مناسبات متعددة. بعد ذلك ، يظهر استنتاج اللعبة أن رينيه تلقت جراحة فصية. تنتهي القصة برواية الطبيب الذي يقول أن التعافي طويل الأمد لجراحة رينيه غير واضح.  

## استقبال
| استقبال |                                     |
| --- | ----------------------------------- |
| مجموع النقاط المجموع نقاط ميتاكريتيك PC: 64/100 [ 12 ] PS4: 67/100 [ 13 ] XONE: 60/100 [ 14 ] نتائج المراجعة نشرة نقاط دستركتويد 6.5/10 [ 15 ] يورو غيمر Recommended [ 16 ] غيم سبوت 4/10 [ 17 ] بي سي غيمر (الولايات المتحدة) 65/100 [ 18 ] فيديو غيمر.كوم 5/10 [ 19 ] |                                     |
| مجموع النقاط |                                     |
| المجموع | نقاط                                |
| ميتاكريتيك | PC: 64/100 PS4: 67/100 XONE: 60/100 |
| نتائج المراجعة |                                     |
| نشرة | نقاط                                |
| دستركتويد | 6.5/10                              |
| يورو غيمر | Recommended                         |
| غيم سبوت | 4/10                                |
| بي سي غيمر (الولايات المتحدة) | 65/100                              |
| فيديو غيمر.كوم | 5/10                                |

على ميتاكريتيك ، حصلت اللعبة على متوسط موزون يبلغ 64 من أصل 100 ، بناءً على 22 من النقاد، مما يشير إلى «مُراجعات مُختلطة أو متوسطة». 
تشرح سلسلة من ثلاثة أجزاء للكمبيوتر الشخصي كيف قام لورينزو كونتشيلي في تصميم و إعداد اجواء اللعبة.   

## روابط خارجية
- الموقع الرسمي
- ذا تاون أوف لايت على موبي غيمز